# Juan María Aubriot
Juan María Aubriot (Montevideo, 1876 - Montevideo, 1930) fue un arquitecto y docente uruguayo.

## Biografía
Graduado en 1904 en la Facultad de Matemáticas de la Universidad de la República. Se desempeñó como profesor de Composición, Ornato y Matemáticas Superiores en la Facultad, y fue miembro de su Consejo Directivo. También fue profesor de Química, Física y Mineralogía, en los Institutos Normales; de Física en la ex Academia Militar; de Matemáticas en el ex Instituto de Química Industrial.
Tuvo actuación en la función pública, siendo Presidente de la Junta Económico-Administrativa de Montevideo y presidente de la Comisión Departamental de Instrucción Pública.

## Obra
Aubriot es autor del edificios de la Universidad de la República (actual Facultad de Derecho) en colaboración con el Arqto. Silvio Geranio; fue inaugurado en enero de 1911.
También intervino en el trazado del barrio Carrasco hacia 1911, conjuntamente con su colega Cándido Lerena Juanicó.
En 1915 construye la residencia para Feliciano Viera en el barrio La Blanqueada sobre la avenida 8 de Octubre; posteriormente se convertiría en Escuela de Sanidad de las Fuerzas Armadas.
Por encargo de la familia Fein-Lerena, construye en 1908 una vivienda en El Prado, que más adelante se convertiría en la residencia presidencial de Suárez y Reyes. En el mismo barrio, cinco años después diseñó, en coautoría con Cayetano Buigas y F. Gómez Ferrer, los pabellones de exposición de la Rural del Prado.